# Suawjarwi (krater)
Krater Suawjarwi (ros. Суавъярви, fin. Suavjärvi) – krater uderzeniowy w Republice Karelii w Rosji. W centrum krateru o średnicy 16 km znajduje się jezioro meteorytowe Suawjarwi o długości ok. 3 km, otaczają je podobnych rozmiarów jeziora (zgodnie z ruchem wskazówek zegara): Sukoziero, Pulwiasjarwi i Eningilambi. Od północnego wschodu z kraterem sąsiaduje duże jezioro Siegoziero.
Krater Suawjarwi powstał ok. 2,4 miliarda lat temu, w siderze, najstarszym okresie ery paleoproterozoicznej. Jest to najstarszy zidentyfikowany na Ziemi krater uderzeniowy. Do dzisiejszych czasów przetrwała niewielka część krateru; uderzeniowe pochodzenie tej struktury potwierdza znaleziona na miejscu brekcja impaktowa.